# Penatoi
Penatoi is een bestuurslaag in het regentschap Bima van de provincie West-Nusa Tenggara, Indonesië. Penatoi telt 4093 inwoners (volkstelling 2010).